# ティエフケー
株式会社ティエフケーは、機内食のケータリング事業、飲食店などの外食産業の経営を行う企業である。

## 概要
成田国際空港および東京国際空港（羽田空港）で機内食のケータリング事業を行う。かつて日本航空（JAL）の機内食事業の中核企業であったことから、2010年に全株式を放出した後もJALグループ向けの機内食を製造している。また、JAL以外でも成田空港や羽田空港に乗り入れる海外航空会社の機内食も製造する。
ケータリング事業以外でも成田エアポートレストハウスのレストラン事業などを行っている。

## 施設
- 成田本社 - 成田市古込の成田空港内。本社機能の他、機内食の調理・ハイリフトトラック（フードローダー車）への搭載を行う[2]。
- 羽田支店 - 大田区羽田空港の東京国際空港内。本社同様に機内食工場機能を有する。
- 芝山工場 - 千葉県山武郡芝山町の空港南部工業団地内にある。到着便の食器洗浄や出発便に搭載する食器類・飲料品類・機内販売用の免税品等を準備する[2]。

## 沿革
- 1959年12月 - 「東京フライトキッチン株式会社」創立。
- 1964年6月 - 「東京航空食品株式会社」に社名変更。
- 1978年5月 - 本社を新東京国際空港内（千葉県成田市）に移転 、｢成田エアポートレストハウス」開業。
- 1989年12月 - 「株式会社ティエフケー」に社名変更。
- 2010年12月 - シンガポール空港ターミナルサービス（英語版）の子会社となる[3]。